# Ester Vilenska
Ester Vilenska (hebrejsky אסתר וילנסקה‎; 8. června 1918 – 8. listopadu 1975) byla izraelská politička a poslankyně Knesetu za stranu Maki (komunistická strana).

## Biografie
Narodila se v litevském Vilniusu (v letech 1920/22-39 polské město). Ve Vilniusu absolvovala střední školu. V roce 1938 přesídlila do dnešního Izraele. Vystudovala sociologii a filozofii v bakalářském studijním programu a historii v magisterském programu na Hebrejské univerzitě. Jejím manželem byl izraelský komunistický politik Me'ir Vilner.

## Politická dráha
Byl aktivní v sionistickém hnutí ha-Šomer ha-ca'ir ve Vilniusu. V roce 1940 se po přesídlení do dnešního Izraele zapojila do komunistické strany. V roce 1943 byla jmenována redaktorkou stranického listu Kol ha-am, od roku 1947 jeho šéfredaktorkou. Zasedala v politbyru strany Maki. Roku 1944 byla zvolena do parlamentního sboru Asifat ha-nivcharim. V letech 1949–1973 zasedala ve výkonném výboru odborové centrály Histadrut, v letech 1949–1951 rovněž byla členkou městské samosprávy v Tel Avivu.
V izraelském parlamentu zasedla poprvé po volbách v roce 1951, do kterých šla za Maki. Byla členkou výboru pro veřejné služby, výboru House Committee, výboru pro ekonomické záležitosti a výboru práce. Znovu se do Knesetu dostala po volbách v roce 1955, opět na kandidátce Maki. Byla členkou výboru pro veřejné služby, výboru pro ústavu, právo a spravedlnost, výboru House Committee, výboru pro ekonomické záležitosti a výboru práce. Ve volbách v roce 1959 mandát nezískala. V parlamentu se objevila až po volbách v roce 1961, kdy kandidovala opět za Maki. Nastoupila do parlamentního výboru pro veřejné služby, výboru pro vzdělávání a kulturu a výboru práce. Ve volbách v roce 1965 poslanecký mandát neobhájila.
Když se komunistická strana v 60. letech 20. století rozštěpila, zůstala Ester Vilenska v původní straně Maki a v letech 1965–1973 byla jedním z jejích předáků. V roce 1972 iniciovala vznik Levého fóra. V roce 1973 odešla z Maki a založila vlastní stranu Aki (Opozicija komunistit jisra'elit, Izraelská komunistická opozice) a vydávala její měsíčník Echos.